# Wamalchitamia dionysi
Wamalchitamia dionysi là một loài thực vật có hoa trong họ Cúc. Loài này được Strother miêu tả khoa học đầu tiên năm 1991.